# Walentyn Shurskyj
Walentyn Arsentijowytsch Shurskyj (* 9. Februar 1927 in Kotowsk, Moldauische ASSR, Ukrainische SSR; † 24. Oktober 2014 in Kiew) war ein ukrainisch-sowjetischer Wissenschaftler, Politiker und von 1979 bis 1990 Vorstandsvorsitzender des Kiewer Stadtrates der Volksdeputierten, der damaligen Bezeichnung des Kiewer Bürgermeisters.

## Leben
Walentyn Shurskyj studierte bis 1954 Elektroingenieur an der Nationalen Technischen Universität der Ukraine „KPI“ und arbeitete ab 1961 als Chefingenieur und von Dezember 1969 bis 1979 als Direktor, beim Kiewer Rüstungsbetrieb „Radiopribor“ (Радіоприлад).
Von 1946 bis 1990 war er Mitglied der KPU und von 1979 bis 1989 war er Abgeordneter des Nationalitätensowjets der UdSSR. Zwischen dem 1. November 1979 und dem  17. Januar 1990 war er der Vorstandsvorsitzende des Kiewer Stadtrates der Volksdeputierten und in dieser Zeit auch Präsident des Rates der Oberhäupter der Hauptstädte der Unionsrepubliken, Moskau und Leningrad.
Außerdem war er Vorstandsmitglied des Fußballvereins Dynamo Kiew.
Auf wissenschaftlichem Gebiet war der Doktor der Wirtschaftswissenschaften, Autor von 5 Monographien und von über 100 Veröffentlichungen sowie Patentinhaber von 13 Erfindungen. Seit 1993 war er Mitglied der Akademie für Umweltwissenschaften der Ukraine.
Walentyn Shurskyj starb im Alter von 87 Jahren in seiner Wahlheimat Kiew und ist auf dem Baikowe-Friedhof der Stadt begraben.

## Ehrungen
Walentyn Shurskyj erhielt zahlreiche Orden und Ehrungen. Darunter:
- 1966, 1971 Rotbannerorden der Arbeit
- 1981 Held der Sozialistischen Arbeit
- 1981, 1986 Leninorden
- 1997 Ukrainischer Verdienstorden 3. Klasse
- 1997 Ehrenbürger der Stadt Kiew[7]
- 2000 Bogdan-Chmelnizki-Orden 3. Klasse
- 2007 Orden des Fürsten Jaroslaw des Weisen 5. Klasse